# Ruwenzorimes
Ruwenzorimes (Melaniparus fasciiventer) är en bergslevande afrikansk fågel i familjen mesar inom ordningen tättingar.

## Utseende och läten
Ruwenzorimesen är en stor (14 cm) mes med helsvart huvud. Nedför den ljusbeigea bukens mitt syns ett svart streck. Lätena är lika flera andra afrikanska mesarter.

## Utbredning och systematik
Ruwenzorimes delas in i tre underarter med följande ubredning:
- Melaniparus fasciiventer fasciiventer – östra Demokratiska republiken Kongo, sydvästra Uganda, Rwanda och Burundi

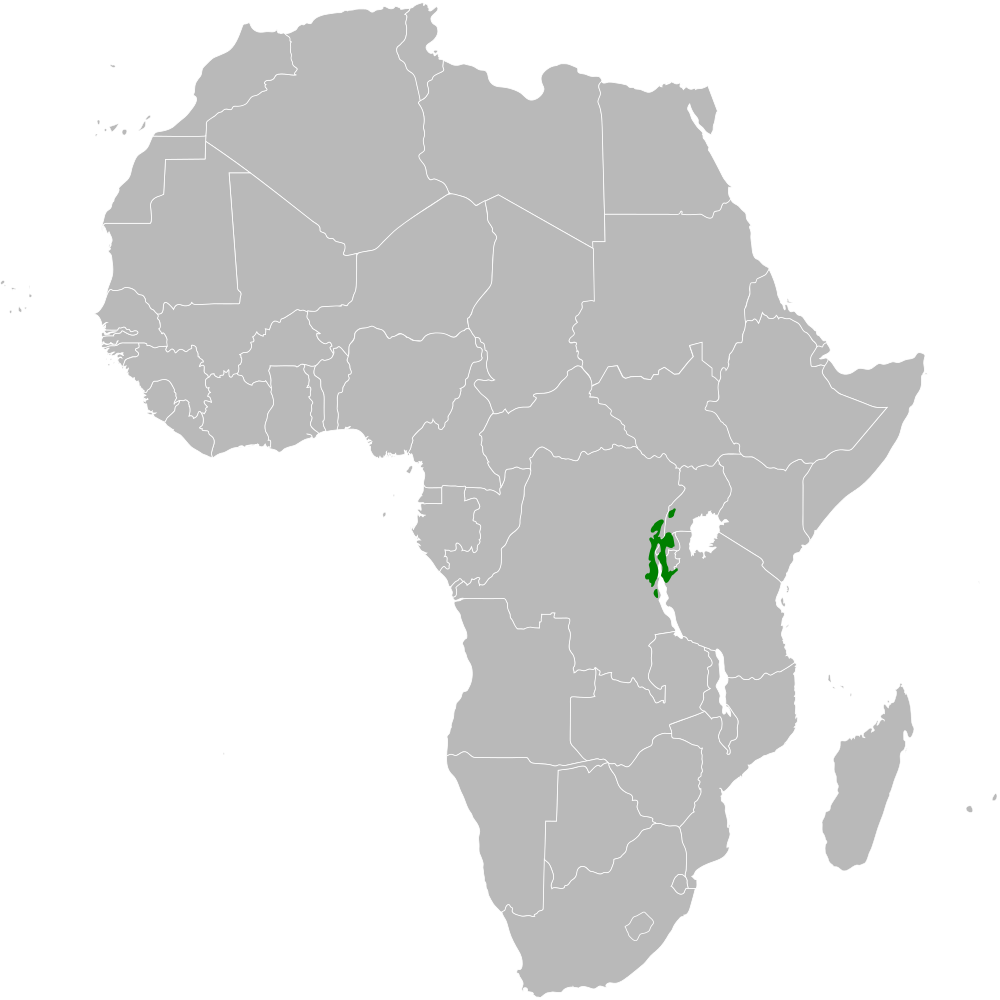
Ruwenzorimesens utbredningsområde.

- Melaniparus fasciiventer tanganjicae – östra Demokratiska republiken Kongo (Itombwe-bergen)
- Melaniparus fasciiventer kaboboensis – sydöstra Demokratiska republiken Kongo (Mount Kabobo)

### Släktestillhörighet
Ruenzorimesen placerades tidigare liksom övriga mesar i Afrika i släktet Parus, men har lyfts ut till det egna släktet Melaniparus efter genetiska studier från 2013 som visade att de utgör en distinkt utvecklingslinje.

## Levnadssätt
Ruwenzorimesen hittas i bergsskogar på medelhög och hög nivå, både i trädkronor och undervegetation, vidare upp mot hedmark över 4000 meters höjd. Födan är dåligt känd, men den antas bestå av små ryggradslösa djur och dess larver. Arten är stannfågel.

## Status och hot
Arten har ett stort utbredningsområde och en stor population, men tros minska i antal, dock inte tillräckligt kraftigt för att den ska betraktas som hotad. Internationella naturvårdsunionen IUCN kategoriserar därför arten som livskraftig (LC). Världspopulationen har inte uppskattats men den beskrivs som vanlig till lokalt mycket vanlig.

## Namn
Ruwenzori är en bergskedja i centrala Afrika där fågeln förekommer.